# Pseudoobstrucción intestinal
En la pseudoobstrucción intestinal primaria, el intestino es incapaz de contraerse y empujar el alimento, las heces y el aire a través del tracto gastrointestinal. El trastorno casi siempre afecta al intestino delgado, pero también puede ocurrir en el intestino grueso.
La afección puede aparecer de manera súbita (aguda) o con el tiempo (crónica) y es más común en niños y personas de edad avanzada. La causa del problema se desconoce; por lo tanto, también se le denomina seudoobstrucción intestinal idiopática (idiopática significa que ocurre sin una razón conocida).
Los factores de riesgo abarcan:
Parálisis cerebral u otros trastornos del sistema nervioso (neurológicos).
Enfermedad cardíaca, pulmonar o renal crónica. 
Permanecer en cama durante períodos prolongados (postrado).
Tomar medicamentos narcóticos para el dolor u otros medicamentos que reducen los movimientos intestinales (con frecuencia llamados anticolinérgicos).
Síntomas:
dolor abdominal,
distensión,
estreñimiento,
náuseas y vómitos, abdomen hinchado (distensión abdominal), pérdida de peso.
Pruebas y exámenes.
Durante un examen físico, el médico generalmente observará distensión abdominal. 
Los exámenes abarcan:
Radiografía abdominal, manometría anal, esofagografía, tránsito esofagogastroduodenal o enema opaco, exámenes de sangre en busca de deficiencias vitamínicas o nutricionales, colonoscopia, tomografía computarizada (TAC), manometría antroduodenal, gammagrafía del vaciado gástrico con radionúclidos y gammagrafía intestinal con radionúclidos. 
Tratamiento.
Se puede utilizar una colonoscopia para extraer aire del intestino grueso. 
Se pueden administrar líquidos a través de una vena (intravenosos) para reponer los líquidos que se pierden a causa del vómito o la diarrea.
La succión nasogástrica implica colocar una sonda nasogástrica a través de la nariz hasta el estómago para extraer el aire (descomprimir) del intestino. 
Se puede usar neostigmina para tratar una seudoobstrucción intestinal que ocurre únicamente en el intestino grueso (síndrome de Ogilvie). 
Las dietas especiales por lo general no funcionan; sin embargo, se deben utilizar suplementos de vitamina B12 y otras vitaminas para pacientes con deficiencia vitamínica. 
Suspender los medicamentos que pueden haber causado el problema (como un fármaco narcótico) puede ayudar. 
En casos graves, se puede requerir cirugía.
Expectativas (pronóstico)
La mayoría de los casos de seudoobstrucción aguda mejoran en unos pocos días con tratamiento. En las formas crónicas de la enfermedad, los síntomas pueden retornar y empeorar durante muchos años.
Posibles complicaciones.
Diarrea, ruptura (perforación) del intestino, deficiencia de vitaminas, pérdida de peso.
¿Cuándo contactar a un profesional médico?
Consulte con el médico si presenta dolor estomacal que no desaparece u otros síntomas de este trastorno.
- Datos: Q27961348